# 道の駅日吉夢産地
道の駅日吉夢産地（みちのえき ひよしゆめさんち）は、愛媛県北宇和郡鬼北町下鍵山にある国道320号の道の駅である。旧称は道の駅日吉村（みちのえき ひよしむら）で、設置されている記念スタンプなどに旧称が残されている場合がある。

## 歴史
- 1994年4月27日 - 愛媛県北宇和郡日吉村下鍵山に道の駅日吉村として開業。
- 2005年1月1日 - 日吉村が隣接自治体である広見町と対等合併して鬼北町となった事で日吉村の地名が消滅し、駅名と地名に齟齬が生じたため、その是正を目的として道の駅日吉夢産地に改称する。
- 2016年11月 - 柚鬼媛母子鬼像、完成。

## 施設
- 駐車場
  - 普通車: 50台
  - 大型車: 3台
- トイレ（いずれも24時間利用可能）
  - 男: 大3器、小10器
  - 女: 10器
  - 身障者用: 1器
- 公衆電話
- 公衆FAX

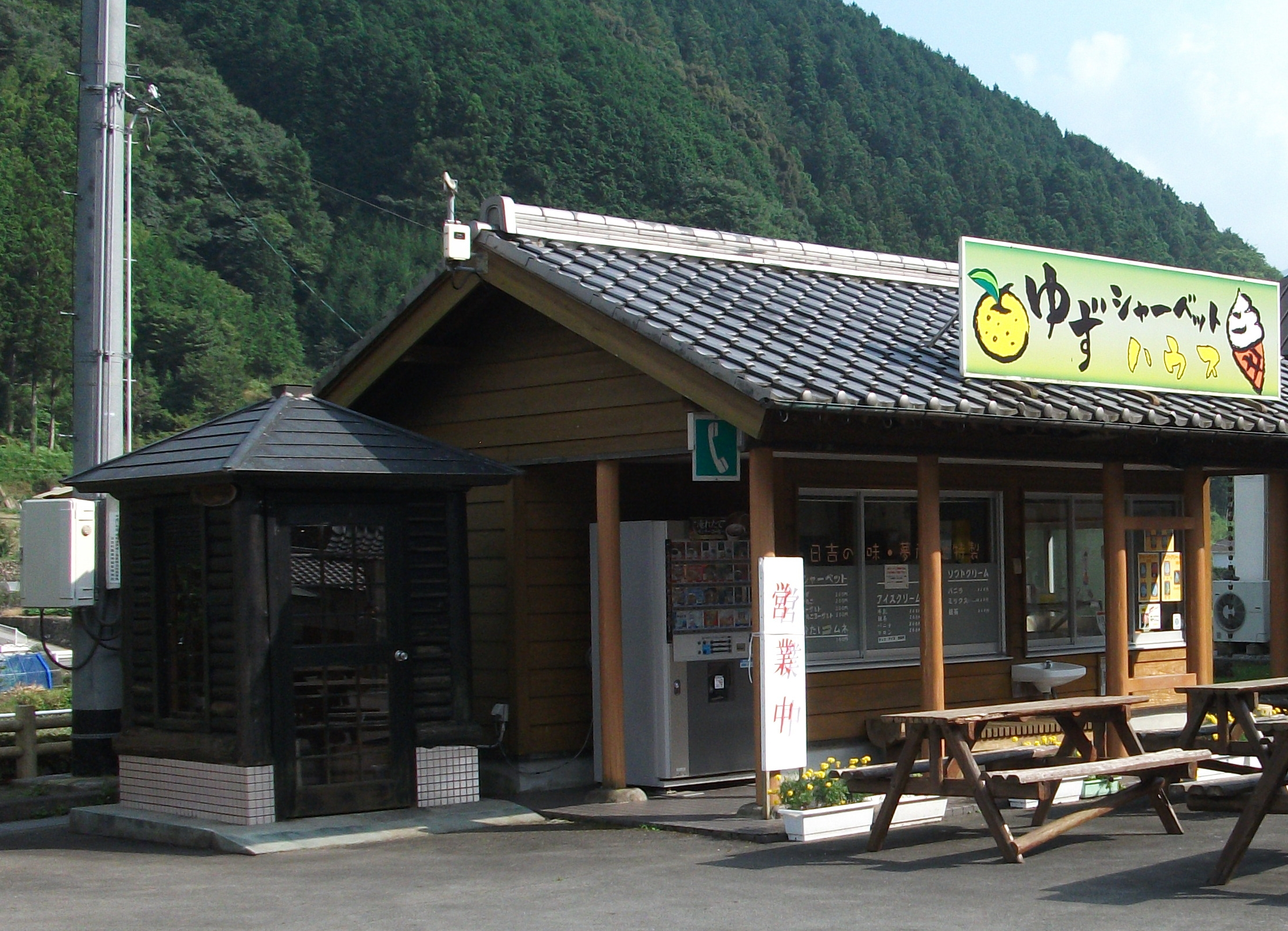
(公衆電話)

- 青空市（地元で穫れた野菜・加工品の販売。営業時間8:30-17:00）
- 売店（地元および周辺地域の特産品などの販売。8:30-19:00）
- レストラン (10:00-18:00)
- 大広間 - 100名までの利用可。少人数用座敷もあり、どちらも要予約。90人程度の宴会も可能（要予約）。
- パン工房
- 柚鬼媛像 - 竹谷隆之デザイン、BOME原型、海洋堂製作による巨大母子鬼像。同じく鬼北町内に在する道の駅広見森の三角ぼうしにある巨大鬼像である鬼王丸像と対になっている。

## 休館日
- 年中無休

## アクセス
- 国道320号 - 登録路線
  - 国道197号
  - 愛媛県道285号節安下鍵山線

### 路線バス
- 宇和島自動車夢産地前バス停